# ActRaiser 2
ActRaiser 2 es un juego de plataformas de desplazamiento lateral para la consola de Super Nintendo Entertainment System desarrollado por Quintet y publicado por Enix en 1993.
El juego es una secuela del ActRaiser original. Sin embargo, la historia no está relacionada con su predecesor. La historia está basada conceptualmente en las famosas epopeyas religiosas de El paraíso perdido y la Divina Comedia.
A diferencia del primer juego, que combinaba alternadamente secuencias de juegos de plataformas y secuencias de simulador de dios, ActRaiser 2 es sólo un juego de plataformas.

## Jugabilidad
La jugabilidad de ActRaiser 2, consiste principalmente en acción por medio de plataformas de desplazamiento lateral, similar al modo de acción del primer juego, solo que elimina por completo la simulación de construcción de ciudades. El jugador asume el papel del "Maestro" (conocido como "Dios" en la versión japonesa), quien controla un palacio flotante para vigilar a la gente del mundo de abajo. Después de ver y escuchar la difícil situación del mundo de abajo, el Maestro decide descender para luchar contra los demonios y librar las tierras del mal. Como en el juego original, cada área contiene 2 actos, el primer acto es un nivel que consta de monstruos generados a partir de un demonio menor, mientras que el segundo acto, el nivel consta de monstruos generados a partir del mal principal, que lleva el nombre de uno de los siete pecados capitales, representando mayores desafíos y peligros.
La acción de desplazamiento lateral de ActRaiser 2 es más avanzada que la de su predecesor. Controlando al "Maestro", que ahora tiene un conjunto de alas funcionales, el jugador debe desplazarse a través de mazmorras y evitar ciertos peligros saltando, volando, cayendo y flotando hacia plataforma. Armado sólo con una espada y un escudo que puede desviar algunos ataques, el Maestro se vuelve muy dependiente de la magia. La magia se ejecuta manteniendo presionado el botón designado para "cargar" y luego se libera, consumiendo un pergamino mágico que se limita a cada ingreso a un área. Cuando la magia se libera, está puede tomar varias formas dependiendo de la posición del "Maestro". Esto difiere del primero ActRaiser en el que el jugador tenía que seleccionar una magia en particular antes de descender al mundo para luchar contra los demonios y estaba limitado a utilizar solo esa magia durante toda la batalla. En ActRaiser 2, cada magia esta diseñada para situaciones particulares y algunas magias son más poderosas que otras. Al aumentar el nivel de dificultad en la pantalla de opciones, se aumenta el tiempo que lleva cargar la magia, añadiendo más dificultad al juego. La dificultad del juego también aumenta, porque los monstruos requiere mucho más daño para ser destruidos, adicionalmente no se puede acceder a la última mazmorra "Death Heim" a través del modo fácil.

## Historia
El juego comienza con el Maestro luchando con Tanzra (conocido como "Satanás" en la versión japonesa). En este juego, se explica por qué Tanzra odia al Maestro con tanta vehemencia, dado que una vez este fue sirviente del Maestro, pero lideró una rebelión en contra de él y perdió, siendo desterrado del cielo.
Vencido, el cuerpo de Tanzra cayó al inframundo. Alimentándose del intenso odio que cada uno sentía por el Maestro, los siete pecados capitales de Tanzra y sus secuaces combinaron su poder para elevar el espíritu de su poderoso líder. Tanzra, ahora jurando venganza por su derrota a manos del Maestro, desató a estos demonios sobre el mundo. El jugador en este juego asume el papel del Maestro, ayudado por sus socios angelicales, conocidos como Crystallis.
Algunas de las etapas del juego pretenden ser irónicas con respecto a la naturaleza devastadora de los demonios de Tanzra. Los habitantes de la ciudad de León son enviados a la prisión subterránea de Gratis (que significa libre sin cargo, o en referencia a "nadie entra gratis") por no pagar sus impuestos por un rey recién nombrado llamado Kolunikus, que está siendo afligido por Doom.
Después de que el jugando venza a los primeros seis pecados capitales, aparece la Torre de Babel (Renombrada como "Torre de las Almas" en las versiones occidentales del juego), el nivel final del juego, en el que el Maestro lucha contra el pecado final, la Destrucción, un falso dios diseñado de manera mecánica para representar el orgullo.  Al derrotar al falso dios, el jugador accede a Death Heim, donde lucha nuevamente contra los siete pecados, así como contra el propio Tanzra, una bestia congelada hasta la cintura en un lago de hielo (tal como lo estaba Satanás en el infierno de la Divina Comedia).
Durante el final del juego, se declara que "El Maestro vivirá para siempre" y, a medida que avanzan los créditos, se muestra una imagen de la estatua del Maestro erosionándose lentamente con el tiempo. La espada y el ala derecha de la estatua se caen, sugiriendo el crecimiento de la civilización y el aumento de la autosuficiencia de la humanidad. Esto refleja el final del ActRaiser original, donde el ángel especula que algún día el mundo puede ser tan independiente que se olvidará del Maestro.

## Recepción
Algunos escritores de juegos consideraron que ActRaiser 2 no era tan bueno como el original. El juego vendió alrededor de 180.000 copias en todo el mundo, 40.000 copias vendidas en Japón y Europa respectivamente y 100.000 en Estados Unidos.
Levi Buchanan de IGN escribió que si bien no es tan bueno como el juego original, las alusiones de ActRaiser 2 a textos religiosos medievales y narraciones apócrifas son "más que bienvenidas". En 2018, Complex calificó a Actraiser 2 en el puesto 81 en su lista de "Los mejores juegos de Super Nintendo de todos los tiempos". Comentaron que el juego es genial a pesar de ser estrictamente un juego de plataformas y no tener los elementos divinos del primer juego. En 1995, Total! clasificó el juego en el puesto 38 en su "Top 100 de juegos de SNES".

## Legado
En 1996, Sega anunció que publicaría una nueva versión de ActRaiser 1 y 2 desarrollada por Quintet, titulada provisionalmente Act Remix, para Sega Saturn. Sin embargo, aproximadamente a la mitad del desarrollo, Quintet concluyó que la serie ActRaiser estaba anticuada y reelaboraron drásticamente el juego, que finalmente se tituló Solo Crisis. Quintet comenzó a codificar un tercer juego de la serie ActRaiser, para Nintendo 64, pero nunca lo terminó. En mayo de 2008, Fumiaki Shiraishi, el programador principal de Final Fantasy Crystal Chronicles: My Life as a King, señaló en una entrevista que le gustaría hacer una secuela de ActRaiser.